# أليكس وينتر
أليكس وينتر (بالإنجليزية: Alex Winter) (و. 1965  م) هو مخرج أفلام، وكاتب سيناريو، وممثل مسرحي، وممثل أفلام، وممثل تلفزي، ومؤدي أصوات أمريكي، ولد في لندن.

## التعليم
تعلم في مدرسة تيش العليا للفنون.

## وصلات خارجية
- أليكس وينتر على موقع IMDb (الإنجليزية)
- أليكس وينتر على موقع ألو سيني (الفرنسية)
- أليكس وينتر على موقع أول موفي (الإنجليزية)
- أليكس وينتر على موقع قاعدة بيانات برودواي على الإنترنت (الإنجليزية)
- أليكس وينتر على موقع قاعدة بيانات برودواي على الإنترنت (الإنجليزية)
- أليكس وينتر على موقع قاعدة بيانات الأفلام السويدية (السويدية)
- أليكس وينتر على موقع إن إن دي بي (الإنجليزية)
- أليكس وينتر على موقع قاعدة بيانات الفيلم (الإنجليزية)
- أليكس وينتر على موقع كينوبويسك (الروسية)